# Alexander Karim
Alexander Ally Karim, ursprungligen Ally Kimbugwe Karim, född 26 maj 1976 i Helga Trefaldighets församling i Uppsala, är en svensk skådespelare, regissör och författare.

## Biografi
Karims familj kom som flyktingar från Uganda 1975 och efter att de flyttat runt i Sverige hamnade familjen till slut i Helsingborg när Karim var fem år. Han är bror till Osmond och Baker Karim. Efter att ha avslutat gymnasiet flyttade han, liksom bröderna före honom, till USA och City College i Los Angeles, där han utbildade sig till skådespelare. Han blev senare antagen till The Hudson Theatre i samma stad. År 2000 flyttade Karim tillbaka till Sverige och började arbeta inom film. I hans första film från samma år, kortfilmen Rampljus, som handlar om en arbetslös skådespelare i Helsingborg, samarbetade han med brodern Baker. Filmen blev en stor framgång och vann bland annat Bästa film i kategorin "Tungvikt" vid Novemberfestivalen i Trollhättan.
I juryn i Trollhättan satt Lukas Moodysson, som tillsammans med Lars von Trier kontaktade bröderna Karim, vilket resulterade i biofilmen Fyra kvinnor (2001), skriven och regisserad av Baker Karim. Strax efter denna spelade Alexander Karim titelrollen i kortfilmen Malcolm (2002), en film han även skrivit manus till. Samma år medverkade han även som Amir i kortfilmen Tompta Gudh. Malcolm vann både publikpriset och jurypriset vid Göteborgs filmfestival 2002, blev nominerad till en Guldbagge och nominerades till kritikerveckan i Cannes. Även Karims nästa film, kortfilmen The Apple Tree (2003), som handlar om två afrikanska bröders kamp i kyliga Sverige, nominerades i Cannes. År 2005 medverkade han i brodern Osmond film Om Sara och 2006 i Amir Chamdins Om Gud vill.
Karim har även medverkat i flera TV-serier, bland annat Orka! Orka! (2004), julkalendern En decemberdröm (2005), Lasermannen (2006) och Andra Avenyn (2007). År 2009 medverkade han i den självbiografiska SVT-serien Familjen Babajou, som han även skrivit tillsammans med brodern Baker. Han var även med i 2006 års uppsättning på Fredriksdalsteatern av Herrskap och tjänstehjon där han spelade Florindo Al Dente i 1700-talets Venedig.
Han spelade Vanheden i rebooten av Jönssonligan 2015, kallad Jönssonligan – Den perfekta stöten.
År 2019 debuterade Karim som författare till två böcker; underhållningsromanen Den extraordinära berättelsen om Jonas Paulssons plötsliga död på Norstedts förlag och barnboken Modigast i världen, skriven tillsammans med hustrun Malin Karim, utgiven på Bonnier Carlsen bokförlag.

## Filmografi i urval

### Roller
- 2000 – Rampljus
- 2001 – Fyra kvinnor
- 2002 – Malcolm
- 2003 – Capricciosa
- 2003 – Den andra sidan
- 2003 – The Apple Tree
- 2004 – Baksmälla
- 2005 – Fragments of an Unfinished Journey
- 2005 – Om Sara
- 2005 – En decemberdröm (TV-serie) (julkalendern)
- 2006 – Lasermannen (TV-serie)
- 2006 – Poliser (TV-serie)
- 2006 – Om Gud vill
- 2006 – Pressure (kortfilm)
- 2007 – Andra Avenyn (TV-serie)
- 2009 – Familjen Babajou (TV-serie)
- 2009 – Äntligen midsommar!
- 2010 – Vid vintergatans slut (TV-serie)
- 2011 – Varg Veum - Svarta Får
- 2012 – Johan Falk: Spelets regler
- 2012 – Johan Falk: De 107 patrioterna
- 2012 – Johan Falk: Alla råns moder
- 2012 – Johan Falk: Organizatsija Karayan
- 2012 – Johan Falk: Barninfiltratören
- 2012 – Johan Falk: Kodnamn Lisa
- 2012 – Zero Dark Thirty
- 2013 – Äkta människor (TV-serie)
- 2014 – Tyrant (TV-serie)
- 2014 – Dying of the Light
- 2014 – Kapten Sverige
- 2015 – Jönssonligan – Den perfekta stöten
- 2015 – Johan Falk: Ur askan i elden
- 2015 – Johan Falk: Tyst diplomati
- 2015 – Johan Falk: Blodsdiamanter
- 2015 – Johan Falk: Lockdown
- 2015 – Johan Falk: Slutet
- 2018–2020 – Advokaten (TV-serie)
- 2018 – Morden i Sandhamn (TV-serie)
- 2018 – En familjehistoria (TV-serie)
- 2018 – Stjärnorna på slottet (TV-serie)
- 2019–2020 – Bröllop, begravning och dop (TV-serie)
- 2019 – Ring mamma!
- 2020 – Tunn is) (TV-serie)
- 2020 – We Got This (TV-serie)
- 2020 – Lyckoviken (TV-serie)
- 2021 – The Box (TV-serie)
- 2023 – The Swarm (TV-serie)
- 2024 – Young Woman and the Sea
- 2024 – Gladiator II
- 2024 – The Dog

### Regi
- 2000 – Rampljus
- 2002 – Smiling Faces
- 2003 – The Apple Tree

## Teater

### Roller
| År   | Roll                | Produktion                                                               | Regi             | Teater                   |
| ---- | ------------------- | ------------------------------------------------------------------------ | ---------------- | ------------------------ |
| 2006 | Florindo            | Herrskap och tjänstehjon (Il servitore di due padroni) Carlo Goldoni     | Jan Hertz        | Fredriksdalsteatern      |
| 2007 | Gbatokai            | Festen Thomas Vinterberg, Mogens Rukov och Bo hr. Hansen                 | Anders Lerner    | Malmö Dramatiska Teater  |
| 2008 |                     | Jenny från Hörby Dennis Magnusson                                        | Dennis Sandin    | Malmö Dramatiska Teater  |
| 2008 | Chulak              | Fyrverkerimakarens dotter (The Firework-Maker's Daughter) Philip Pullman | Anette Norberg   | Helsingborgs stadsteater |
| 2010 | Gustav Badin        | Porslinsnegrer Dennis Magnusson                                          | Dennis Sandin    | Månteatern               |
| 2018 | William Shakespeare | Shakespeare in Love Marc Norman och Tom Stoppard                         | Ronny Danielsson | Kulturhuset Stadsteatern |